# Burria longixipha
Burria longixipha is een wandelende tak uit de familie Bacillidae. De wetenschappelijke naam van deze soort is voor het eerst voorgesteld door Karl Brunner von Wattenwyl in een publicatie uit 1900.
De soort komt voor in Somalië.